# Mycerinopsis spinipennis
Mycerinopsis spinipennis là một loài bọ cánh cứng trong họ Cerambycidae.